# الاتحادية الجزائرية للأيكيدو
الاتحادية الجزائرية للأيكيدو تأسست بموافقة وزارة الشباب والرياضة عقب صدور المرسوم الوزاري المشترك رقم (14-330) الصادر يوم 27 نوفمبر 2014 والمحدد لطرق تنظيم وتسيير الإتحادات الرياضية الوطنية.
تتمثل دورها في الوقت الحالي جمع شمل عائلة الأيكيدو بجميع أطيافها والعمل على تأسيس رابطة ولائية في كل ولاية ومواصلة بناء مشاريع تطوير الرياضة قاريا ومغاربيا والتقرب إلى المستوى الدولي.

## تشكيلة المكتب الفيدرالي
- يتشكل المكتب الفيدرالي من الرئيس + 12 عضوا وهم:

 عمار بن عالية : رئيس الاتحادية الجزائرية للايكيدو
 ناصر رويبح : نائب أول 
 احمد مخلوفي: نائب ثاني
 عبد الحكيم قريشي : امين عام خزينة
 كريم شكير : أمين عام
 الأعضاء: 
1. يزيد زغبيب
2. حسان بوخاوة
3. محمد دورباج
4. رشيد بوزيد
5. عبد الفتاح معماش
6. محمد مزوار
7. عمار بن صخرية
8. سراي قايس [1]

تضم الاتحادية 6 رابطات (بليدة-قسنطينة-سكيكدة-عنابة-باتنة-ورقلة)ولائية بما تُعد لتأسيس 20 أخرى.

## تاريخ
أن رياضة الأيكيدو في الجزائر تعرف زيادة من ناحية عدد المنخرطين والممارسين والمؤطرين، حيث توجد اليوم في 39 ولاية، بحوالي 25 ألف ممارس، والمئات من حاملي الأحزمة السوداء، مشيرا إلى أن الجزائر عضو مؤسس للاتحاد الدولي “للأيكيدو” سنة 1975، فيما أنشئت اتحادية وطنية خاصة بها سنة 92 قبل أن تُضم مرة أخرى إلى مدارس فنون قتالية أخرى، تحت لواء فدرالية واحدة.

## أول ملتقى وطني
كان أول ملتقى نظمته الاتحادية في يوم 28 ديسمبر 2017 حضر فيه وزير الشباب والرياضة الهادي ولد علي.